# Liste von Persönlichkeiten der Stadt Amberg
Die folgende Liste führt Persönlichkeiten auf, die mit der Stadt Amberg in enger Verbindung stehen.

## In Amberg geboren
- Karl Addicks (* 1950), Politiker
- Bartholomäus Agricola (um 1560–1621), Franziskanerprediger, Komponist
- Johann Georg Agricola (1558–1633), Mediziner
- Eleonore Marie von Anhalt-Bernburg (1600–1657), Herzogin von Mecklenburg-Güstrow
- Ernst von Anhalt-Bernburg (1608–1632), Obrist im Dreißigjährigen Krieg
- Ottilie Arndt (* 1951), Schriftstellerin, Erziehungswissenschaftlerin
- Stefan Atzenhofer (* 1972), Comiczeichner, Illustrator
- Hans Aumeier (1906–1948), SS-Führer in leitender Funktion in  mehreren Konzentrationslagern
- Harald Bäumler (* 1975), Bildhauer
- Erhard Bauer (1888–1962), Politiker (USPD, SPD), MdL Bayern
- Martin Joseph Bauer (1775–nach 1823), Maler
- Rudolph Bauer (* 1939), Sozialarbeitswissenschaftler, Autor, Bildender Künstler
- Georg Baumann (1878–1968), Emailfabrikant
- Hans Baumann (1875–1951), Politiker (NSDAP)
- Hans Baumann (1914–1988), Volksschullehrer, Lyriker, Liedkomponist, Kinder- und Jugendbuchautor, NS-Funktionär
- Karlheinz Beer (* 1953), Maler, Bühnen- und Kostümbildner
- Josef Bergmann (1888–1952), Kirchenmaler
- Karl-Horst Bichler (* 1933), Arzt und Hochschullehrer, Autor historischer Schriften
- Wilhelm Birett (1793–1837), Buchhändler in Augsburg
- Friedrich Brandl (* 1946), Lyriker, Schriftsteller
- Daniela Braun (* 1980), Politologin
- Nathaniel Brown (* 2003), Fußballspieler
- Alexander Bugera (* 1978), Fußballspieler
- Klaus Burger (* 1958), Musiker (Tuba) und Komponist
- Christian II. (1599–1656), Fürst von Anhalt-Bernburg
- Sara Däbritz (* 1995), deutsche Fußball-Nationalspielerin (FC Bayern München)
- Hans Daucher (1924–2013), Professor für Kunstpädagogik an der Ludwig-Maximilians-Universität München
- Klaus Demal (* 1952), Kommunalpolitiker und Manager
- Anselm Desing (1699–1772), katholischer Philosoph, Historiker und Pädagoge, Abt von Kloster Ensdorf
- Ulrich von Destouches (1802–1863), Journalist, Historiker und Bibliothekar
- Karin Donhauser (* 1956), Professorin für Geschichte der Deutschen Sprache an der Humboldt-Universität Berlin
- Laura Donhauser (* 2001), Fußballspielerin
- Siegfried Donhauser (1927–2022), Brauereitechnologe, Professor an der TU München
- Toni Donhauser (1921–1990), Volksschullehrer, Bürgermeister, Landtagsabgeordneter
- Oliver Ebersbach (* 1969), Fußballspieler
- Wolfgang-Heinrich Ebert (* 1950), Komponist
- Michl Ehbauer (1899–1964), Mundartschriftsteller (Baierische Weltgschicht)
- Eleonore Marie von Anhalt-Bernburg (1600–1657), Herzogin von Mecklenburg-Güstrow
- Daniel Ernemann (* 1976), Fußballspieler
- Patrick Erras (* 1995), Fußballspieler
- Ismail Ertug (* 1975), Politiker (SPD)
- Adam von Faßmann (1785–1840), Apotheker und Politiker
- Heiner Fleischmann (1914–1963), Motorrad-Rennfahrer
- Karl Flügel (1915–2004), Weihbischof in Regensburg
- Georg Forster (um 1510–1568), Arzt, Komponist, Herausgeber von Liedsammlungen
- Klaus Forster (1931–2018), Brigadegeneral des Heeres der Bundeswehr und Abteilungsleiter des Bundesnachrichtendienstes
- Joseph von Frank (1773–1824), Gutsbesitzer und Politiker
- Karl Frey (1866–1950), Regisseur und Drehbuchautor
- Friedrich IV. (1574–1610), Kurfürst von der Pfalz
- Sebastian Fröschel (1497–1570), lutherischer Theologe der Reformationszeit
- Funtsch, Orgelbauerfamilie im 18. Jahrhundert
- Mathias Gastritz (um 1535–1596), Komponist
- Silke Gericke (* 1974), Politikerin (Bündnis 90/Die Grünen)
- Christoph Gewold (1556–1621), Jurist und Historiker
- Georg Grammer (1931–2005), Unternehmer
- Ludwig Graßler (1925–2019), Bergwanderer und Autor
- Heinrich „Heinz“ Greiner (1895–1977), General
- Karl Ernst von Grießenbeck (1787–1863), königlich bayerischer Generalmajor und Kommandeur des Bayerischen Kadettenkorps
- Hermann Groll (1888–1947), Ordinarius für Pathologie in Würzburg
- Karl Groß (1907–1980), Priester, Abt des Klosters Ettal
- Johann Zacharias von Gundling (1745–1794), kurfürstlicher Rent- und Hofkammerrat in Amberg, Inhaber des Stadtrichter-, Maut- und Umgeldamts sowie die Verwaltung der Spitals zu Freystadt
- Lorenz Hagen (1885–1965), Gewerkschafter, Politiker (SPD)
- Johannes Haimerl (1922–1999), Bildhauer, Grafiker, Maler, Philosoph, Literat, Archäologe
- Johann Hauer (* 1952), Professor an der Ostbayerische Technische Hochschule Amberg-Weiden für Grundlagen der Elektrotechnik, Informatik, Dekan
- Hans Hammer (1931–2020), katholischer Geistlicher
- Johannes Hartmann (1568–1631), Universalgelehrter, erster deutscher Chemieprofessor
- Eckhard Henscheid (* 1941), Schriftsteller
- Michael Helmerich (1885–1974), Gewerkschafter, Abgeordneter, Staatsminister
- Wilhelm Hepp (1764–1832), Orgelbauer, Werkstattnachfolger von Funtsch
- Johannes Herrmann (1918–1987), Jurist und Hochschullehrer
- Fritz Hilpert (* 1956), Musiker und Toningenieur (Kraftwerk)
- Oswald Hirmer (1930–2011), Missionar und römisch-katholischer Bischof von Umtat
- Stefan Hofmann (* 1978), Moraltheologe
- Gustav Hohenadl (1816–1879), Präsident des OLG Augsburg, Mitglied der Bayerischen Abgeordnetenkammer
- Michael Huber (1841–1911), römisch-katholischer Priester und Mitglied des Deutschen Reichstags
- Hans Kastner († 1102), Patrizier zu Amberg
- Bernhard Keil (* 1992), Eishockey-Spieler
- Stefan Kellner (* 1962), Handballtorwart
- Paul Kestel (1931–2023), Gymnasiallehrer, Landtagsabgeordneter
- Alfons Klein (1929–2015), Jesuit und Autor
- Dieter M. Kolb (1942–2011), Physiker, Elektrochemiker, Professor und Institutsleiter an der Universität Ulm
- Sabine Koller (* 1971), Slawistin und Hochschullehrerin
- Georg König (1590–1654), lutherischer Theologe, Professor der Theologie in Altdorf
- Franz Kraus (* 1947), Elektroingenieur und Manager
- Rudolf Kraus (1941–2018), Kaufmann, Bundestagsabgeordneter
- Maria-Elisabeth Krautwald-Junghanns (1957–2023), Veterinärmedizinerin und Hochschullehrerin
- Franz Krug (1935–2022), 1978 bis 2002 Landrat des Landkreises Erlangen-Höchstadt, 1970 bis 1978 Abgeordneter im Bayerischen Landtag
- Theodor Kutzer (1864–1948), Politiker
- Barbara Lanzinger (* 1954), Politikerin, Bundestagsabgeordnete
- Tobias Lettl (* 1968), Jurist und Hochschullehrer
- Hans Lufft (1495–1584), Buchdrucker der Reformationszeit (unsicher)
- Maria Maier (* 1954), Malerin, Fotografin, Konzeptkünstlerin
- Margarethe von Bayern (1456–1501), Kurfürstin von der Pfalz
- Claudia Märtl (* 1954), Historikerin
- Barbara Meier (* 1986), Fotomodell und Mannequin, Gewinnerin bei Germany’s Next Topmodel 2007
- Günther Merl (* 1946), Chef des Bankenrettungs-Fonds, Vorstand der Landesbank Hessen-Thüringen
- Willy Meyer (1937–2017), Fußballspieler, Amateur-Nationalspieler
- Günter Moser (* 1944), Verleger und Fotograf
- Michael Müller (1975–2009), rechtsextremer Liedermacher, Politiker (NPD)
- Jörg Müllner (* 1967), Dokumentator, Regisseur
- Georg Nagler (* 1959), Gründungspräsident der Hochschule Hof
- Karl-Heinz Nätscher (* 1936), Oberregierungsrat, Landtagsabgeordneter
- Ludwig Niedermayer (1895–?), deutscher Landrat
- Stefan Oster SDB (* 1965), Theologe und Hochschullehrer für Dogmatik, 85. Bischof von Passau
- Caspar Othmayr (1515–1553), evangelischer Geistlicher und Komponist
- Notburga Ott (* 1954), geb. Nuß, Professorin für Sozialpolitik und Institutionenökonomik an der Ruhr-Universität Bochum
- Ottheinrich (1502–1559), Kurfürst von der Pfalz
- Franz Seraph von Pfistermeister (1820–1912), Hofsekretär, Staatsrat
- Konrad Balthasar Pichtel (1605–1656), Jurist und Hofbeamter
- Philipp von Podewils (1809–1885), Erfinder des Podewils-Gewehres
- Franz Prechtl (1927–2018), Politiker (CSU), Gymnasiallehrer, 1970–1990 Oberbürgermeister der Stadt Amberg
- Michael Mathias Prechtl (1926–2003), Maler, Illustrator und Karikaturist
- Bonifaz Rauch (1873–1949), Benediktiner, Professor, Schriftsteller
- Albert Reichenbach (* 1944), Maler
- Friedrich Renner (1910–1985), Ingenieur und Politiker
- Helmut Rix (1926–2004), Indogermanist und Etruskologe
- Franz Wilhelm Rösch (1914–1994), Violinpädagoge, Geiger (Rösch-Quartett), Dirigent (Amberger Kammerorchester)
- Waldemar Franz Rösch (* 1948), Maler, Zeichner und Objektkünstler
- Hans Rubenbauer (1885–1963), Altphilologe
- Werner Rügemer (* 1941), Publizist, Sachbuchautor
- Ruprecht (1352–1410), römisch-deutscher König und Kurfürst von der Pfalz
- Ruprecht II. (1325–1398), Kurfürst von der Pfalz
- Franz Anton Rußwurm (1831–1881), Mitglied des Reichstags und der bayerischen Abgeordnetenkammer
- Richard Salzl (1940–2023), Ofenbauer, Fliesenleger, katholischer Pfarrer und Umweltaktivist
- Gabrielle Scharnitzky (* 1956), Schauspielerin
- Josef Schatz (1905–1993), Jurist, Abgeordneter
- Anja Scherl (* 1986), deutsche Mittel- und Langstreckenläuferin
- Uwe Scherr (* 1966), Fußballspieler
- Maximilian von Schlägel (1788–1863), bayerischer Generalmajor
- Max Schlosser (1835–1916), Tenor/Bariton, Opernsänger
- Josef Leonhard Schmid  (1822–1912), Gründer des Münchner Marionettentheaters
- Josef Friedrich Schmidt (1871–1948), Erfinder des Spiels Mensch ärgere Dich nicht
- Alexandra Schmied (* 1990), volkstümliche Musikerin
- Ulrich Schneider (* 1950), Kunsthistoriker, Hochschullehrer und Museumsdirektor
- Franz Xaver von Schönwerth (1810–1886), Volkskundler
- Werner Schrüfer (* 1957), Theologe
- Helmut Schütz (* 1956), Generalleutnant der Luftwaffe
- Dieter Swandulla (* 1952), Professor an der Medizinischen Fakultät Institut für Physiologie in Bonn
- Helmut Schwämmlein (1944–2003), Schulmusiker, Musikwissenschaftler, Leiter der Musica Antiqua Ambergensis Regensburg
- Karl Schwämmlein (1917–2009), Rektor, grundlegende Forschungen zur Musikgeschichte Ambergs
- Alois Segerer (1938–2015), Redakteur der Münchner Abendzeitung, Buchautor
- Belle Shafir (* 1953), Gegenstandskünstlerin, Skulpturenkünstlerin
- Daniel Siegert (* 1991), Sänger, gewann bei der Sat.1-Castingshow Star Search
- Thomas Sigmund (* 1966), Journalist und Sachbuchautor
- Rolf Simon-Weidner (1914–2001), Chirurg und Verbandsfunktionär
- Walter Söhnlein (1931–2021), Jurist, Verkehrsforscher und Bundesverdienstkreuzträger
- Friedrich Specht (1808–1865), Orgelbauer, Werkstattnachfolger von Wilhelm Hepp
- Daniel Stadler (1705–1764), Jesuit, Historiker, Beichtvater und Vertrauter des Kurfürsten Maximilian III. Joseph von Bayern
- Carl Stauber (1815–1902), Genremaler, Illustrator, Karikaturist; Radierer und Lithograph
- Wolf Steininger (1907–1999), Jurist, Politiker (CSU), 1958–1970 Oberbürgermeister der Stadt Amberg, Mitglied des Bayerischen Senats
- Kaspar von Steinsdorf (1797–1879), Münchner Bürgermeister
- Eberhard Stolz (* 1946), Maler, Grafiker und Fotograf
- Hermann Strasser (1881–1950), Politiker (DDP, CDU), Oberbürgermeister von Frankenthal (Pfalz)
- Kathrine Switzer (* 1947), Marathonläuferin, Sachbuchautorin
- Regine Margarita Thal (* 15. Februar 1944), später Florinda Donner-Grau, Anthropologin, Ehefrau von Carlos Castaneda
- Thumhart, Geigenbauerfamilie im 18. und 19. Jahrhundert
- Berndt Trepesch (* 1952), Künstler und Pädagoge
- Johannes Tröster (um 1425–1485), Humanist
- Arthur von Vincenti (Reichsritter v. Vincenti; 1878–1941), Bibliothekar (Stadtbibliothek Magdeburg)
- Charlotte von Vincenti (1808–1880), Malerin
- Sebastian Virdung (1465–zwischen 1512 und 1518), Komponist, Musiktheoretiker
- Carl von Voit (1831–1908), Physiologe
- René Vollath (* 1990), Fußballspieler
- Franz Walter (1870–1950), römisch-katholischer Theologe, Hochschullehrer
- H. E. Erwin Walther (1920–1995), Komponist und Musikpädagoge
- Ignaz Weise (1864–1932), Orgelbauer
- Martin Winkler (1885–1959), Jurist, Landrat und Abgeordneter im Bayerischen Landtag
- Karl Wohlfahrt (1877–1955), Landrat
- Adolf Ziebland (1863–1934), Architekt, Bauunternehmer und Stadtrat in München
- Stephan Zippe (* 1972), Kirchenmusiker, Professor für Gregorianik und deutschen Liturgiegesang
- Georg Zitzler (1903–1986), Politiker (CSU), Landtagsabgeordneter, Oberbürgermeister von Regensburg
- Anton Benno Zottmayr (1795–1865), Kunstmaler

## Weitere Persönlichkeiten, die mit der Stadt in Verbindung stehen
- Heinrich Aigner (1924–1988), Politiker (CSU), Europa-Politiker
- Otmar Alt (* 1940), Maler, Grafiker, Designer, Bildhauer
- Veit Arnpeck (≈1440–1496), bayerischer Geschichtsschreiber
- Jacob Balde (1604–1668), Jesuit, neulateinischer Dichter
- Jakob von Bauer (1787–1854), Münchner Bürgermeister
- Eduard von Bomhard (1809–1886), Justizminister des Königreichs Bayern
- Kurt Brey (* 1948), Baureferent Stadt Amberg
- Bernhard Buchholz (1870–1954), Politiker
- Matthäus Carl (um 1550–1609), Goldschmied
- Peter Carl (1541–1617), Baumeister, Zimmermann, am kurfürstlichen Schloss 1603
- Giovanni Battista Carlone (1640/42–1718/21), Stuckateur des Barock
- Michael Cerny (* 1964), Politiker (CSU), Diplom-Informatiker, seit 2014 Oberbürgermeister der Stadt Amberg
- Christian I. (1568–1630), kurpfälzischer Statthalter der Oberpfalz in Amberg
- Harry Christlieb (1886–1967), Skulpturenkünstler
- Martina Claus-Bachmann (* 1954), Privatdozentin, Musikethnologin und Musikpädagogin
- Wolfgang Dandorfer (1949–2023), Politiker (CSU). Grundschullehrer, 1982–1990 MdL, 1990–2014 Oberbürgermeister der Stadt Amberg
- Johanna Decker (1918–1977), Missionsärztin in Rhodesien
- Jacques Dedelley (1694–1757), Jesuit, Theologe, Philosoph
- Wolfgang Dientzenhofer (1648–1706), Baumeister des Barock
- Manfred G. Dinnes (1950–2012), Maler, Bildhauer, Autor, Regisseur, Galerist, Online-Journalist
- Günter Dollhopf (1937–2018), Maler, Grafiker und Hochschullehrer
- Akos Doma (* 1963), Schriftsteller, Ungarisch-Übersetzer
- Eduard Dostler (1892–1917), Offizier der Fliegertruppe
- Herbert Falk (1929–1994), Landtagsabgeordneter
- Friedrich V. (1596–1632), Kurfürst von der Pfalz, der „Winterkönig“
- Heike Funk (* 1968), Triathletin
- Ellen Galle (1940–2025), geb. Kreibich, Gründerin einer Selbsthilfegruppe für MS-Patienten, Trägerin des Bundesverdienstkreuzes am Bande[1]
- Claudia Gesell (* 1977), Mittelstreckenläuferin
- Johann Georg von Gleißenthal (≈1507–1580),  Abt von Kloster Speinshart in der Reformation, Führer der Prälatenbank in der Oberpfalz und Viztum der Oberen Pfalz
- Franz Gleißner (1761–1818), Komponist, Hofmusiker, Sänger, Verfasser eines Mozartverzeichnisses, Miterfinder des lithografischen Notendrucks
- Sigmund Gottlieb (* 1951), Journalist, Honorarprofessor der Hochschule für angewandte Wissenschaften Amberg-Weiden
- Gottfried Bernhard Göz (1708–1774), Maler des Rokoko
- Josef Habbel (1846–1916), katholischer Zeitungs- und Buchverleger
- Hans von Amberg (vor 1470 – um 1509), Steinmetz
- Gottfried Hertzka (1913–1997), Arzt, Begründer der Hildegard-Medizin
- Heiner Hopfner (1941–2014), Opernsänger
- Johann Hörmann (1651–1699), Kunstschreiner, Jesuit
- Johann Georg Hubmann (1804–1867), Professor am Lyzeum, Chronist
- Alois Karl (* 1950), Bundestagsabgeordneter
- Siegmund Kosarew (* 1953), Professor für theoretische Mathematik an der Université Grenoble Alpes
- Ernst Kutzer (1918–2008), Komponist, Musikpädagoge
- Anton Landes (1712–1764), Stuckateur des Rokoko
- Franz Xaver Lerno (1849–1920), Politiker (Zentrum)
- Walter Lipp (1938–2021), Bibliothekar und Historiker
- Peter Lippert (1879–1936), katholischer Theologe, Jesuit
- Johannes Matthaeus (1526–1588), evangelischer Theologe
- Albrecht Mertz von Quirnheim (1905–1944), Offizier und Widerstandskämpfer
- Martin Merz (um 1425–1501), Mathematiker, Geschützmeister
- Arnold von Möhl (1867–1944), General der Infanterie, nach ihm benannte Kaserne in Amberg
- Joseph Moriz (1769–1834), Verwalter der Provinzialbibliothek und Professor am Lyzeum
- Armin Nentwig (* 1943), Landrat und Landtagsabgeordneter
- Albert Oeckl (1909–2001), Kommunikationswissenschaftler
- Eugen Oker, eigentlicher Name Fritz Gebhardt (1919–2006), „Spielekritiker“ in ZEIT, Frankfurter Rundschau, Bayerischer Rundfunk
- Andreas Pancratius (1529–1576), lutherischer Geistlicher in Amberg
- Friedrich Pfannmüller (1490–1562), ab 1549 Bürger in Amberg, Orgelbauer
- Philipp (1448–1508), Kurfürst von der Pfalz
- Urban Pierius (1546–1616), evangelischer Theologe
- Andreas Raselius (≈1563–1602), Humanist, Komponist, Hofkapellmeister
- Hans Raß (1911–1997), Landrat und Landtagsabgeordneter
- Rainer Rauffmann (* 1967), Fußballer auf Zypern, vormals FC Amberg
- Manfred Raumberger (1931–2003), Bildhauer, Bronzegießer, Maler
- Karl Reidel (1927–2006), Bildwerker der Nepomuk-Statue zur Kurfürstenbrücke
- Johannes Reitmeier (* 1962), Autor, Regisseur, Intendant
- Anselm Rixner (1766–1838), Professor der Philosophie am Lyzeum Amberg
- Johann Salmuth (1552–1622), evangelischer Theologe
- Martin Schalling der Jüngere (1532–1608), evangelischer Theologe, Kirchenlieddichter, Reformator, 1559–67 Hofprediger in Amberg
- Hartmann Schedel (1440–1514), Arzt, Humanist und Historiker
- Mildred Scheel (1931–1985), Gründerin der Deutschen Krebshilfe, wuchs in Amberg auf
- Maurus von Schenkl (1749–1816), Benediktinerpater, Theologe und Bibliothekar; ging in Amberg zur Schule, wurde dort Professor und Bibliothekar
- Andreas Schillinger (* 1983), Profi-Radfahrer
- Johannes Schoch (≈1550–1631), Renaissancebaumeister
- Jakob Schopper (1545–1616), Antistes in Amberg, mit der Neuordnung des Kirchen- und Schulwesens beauftragt
- Kaspar von der Sitt (16. Jh.), Steinätzer
- Kaspar Gottfried Schlör (1888–1964), Jurist, Mitglied des Parlamentarischen Rates
- Sebastian von Schrenck (1774–1848), Appellationsgerichtspräsident in Amberg, Justizminister im Königreich Bayern
- Wolfgang Sieler (1930–2001), Bundestagsabgeordneter
- Erwin Stein (1930–2009), Steuerberater, Landtagsabgeordneter
- Valentin Stephan Still (1750–1795), Bruder Barnabas, Braumeister der Paulaner in München
- Heribert Sturm (1904–1981), Stadtarchivar in Eger (Böhmen), Archivdirektor in Amberg
- Eugen Taucher (1863–1933), Justizrat
- Stephan Thomas (* 1957), Brigadegeneral
- Franz Troglauer (1754–1801), Räuberhauptmann, 1801 in Amberg am Galgenberg hingerichtet
- Johann Conrad Vogel (1656–1721), Oberpfälzer Orgelbauer, Vorgänger von Funtsch
- Wilhelm Volkert (1928–2020), Historiker
- Hans Wagner (* 1935), Politiker, 1978–2002 Landrat im Landkreis Amberg-Sulzbach
- Maximilian Weigel (1869–1947), evangelischer Pfarrer und Kirchenhistoriker
- Johann Heinrich Werner (1684–1752), Stadtdekan, Waisenhausgründer, Kartoffelanbauförderer
- Helmut Wilhelm (1946–2022), Richter, Bundestagsabgeordneter
- Wilhelm Wirth (1876–1952), Psychologe
- Anton Wurzer (1893–1955), Oberpfälzer Mundart- und Heimatdichter
- Hans Zehetmair (1936–2022), Kultusminister, Amberger Bürgermedaille

## Ehrenbürger
- Liste der Ehrenbürger von Amberg